# Amblysomus marleyi
Amblysomus marleyi — вид рийних ссавців родини златокротових (Chrysochloridae). Він знайдений у ПАР та, можливо, в Есватіні. Його природним середовищем існування є місцеві ліси та вологі луки, а також сади. У Червоному списку видів, що знаходяться під загрозою МСОП, він класифікується як зникаючий. Основні загрози, з якими вона стикається, — це деградація середовища існування через надмірний випас великої рогатої худоби або видалення рослинності на дрова, а також урбанізація.

## Опис
Вид має компактне, обтічне тіло, клиноподібну голову, загострену мордочку та гладку вологовідштовхувальну шерсть. Верхня частина темно-червонувато-коричнева, а нижня – від тьмяно-коричневого до оранжево-коричневого. У нього м'язисті плечі з короткими потужними передніми кінцівками і міцними кігтями. Третій кіготь збільшений, і немає п'ятого пальця, а лише рудиментарні перший і четвертий пальці. На задніх кінцівках зберігаються всі п'ять пальців, які мають перетинки, щоб забезпечити ефективне відгрібання ґрунту, розпушеного передніми кінцівками. У нього немає зовнішніх вух або хвоста, а рудиментарні очі вкриті волохатою шкірою. Вага 30–34 грами.

## Спосіб життя
Коли риє нори та шукає їжу біля поверхні, цей кріт створює підняті гряди ґрунту, які видно над землею. Є також система більш глибоких тунелів з камерами, які використовуються для відпочинку та вирощування молодняку. У раціоні, ймовірно, переважають дощові черв’яки, личинки комах та інші безхребетні. Тварини мають низьку швидкість обміну речовин і здатні впадати в стан заціпеніння у відповідь на низькі температури. Це дозволяє їм виживати в регіонах, де температура може бути низькою, а їжа нестача.